# Brattingsborg
Brattingsborg er en herregård som ligger på Samsø. Gården, hvis historie går helt tilbage til 1216, hed oprindeligt Søllemarksgård, men Griffenfeld, som ejede Samsø i 1600-tallet, ændrede dens navn til Brattingsborg.
Gården ligger i Tranebjerg Sogn, Samsø Herred, Samsø Kommune. Hovedbygningen er opført i 1870 af arkitekt Knud Borring og er udvidet i 1897-1898 ved arkitekt Martin Borch. I haven ligger et voldsted.
Brattingsborg Gods er på 2376 hektar med Bisgård, Hjalmersgård og Sannholm, hvilket er henved en fjerdedel af Samsøs areal. Landbrug udgør 1.100 hektar, 700 hektar er skov, og 3-400 hektar er natur. Der er bassiner med 250 tusind kubikmeter drænvand til kunstvanding. Godset har 77 udlejningsboliger.
Brattingsborg Gods var en del af Grevskabet Samsøe – der bl.a. også hørte under Gisselfeld på Sydsjælland. Grevskaberne i Danmark opløstes på baggrund af lensafløsningsloven af 1919. Grevskabet Samsøe blev afløst i 1921. Flere af Brattingsborgs ejere var også overdirektører for Gisselfeld Kloster. Sidste overdirektør var lensgreve Aage Danneskiold-Samsøe, der døde i 1945. Da Brattingsborg på det tidspunkt var afløst efter lensafløsningsloven, fulgte det ikke med den næste overdirektør på Gisselfeld, og blev efter Aage Danneskiold-Samsøes død privatejet og arvet af hans datter komtesse Elisabeth Henriette Danneskiold-Samsøe, gift Lassen.
Godset har navn efter voldstedet Gammel Brattingsborg, som ligger i udkanten af Tranebjerg – mellem Marsk Stigsvej og Tingvej.
Brattingsborg  er også navnet på et voldsted ved Hald Hovedgård.

## Ejere af Brattingsborg
- (1216-1660) Kronen
- (1660-1661) Joachim von Gersdorff
- (1661) Magdalene Sybille Joachimsdatter von Gersdorff gift Bielke
- (1661-1674) Jørgen Bielke
- (1674-1676) Peder Schumacher Griffenfeld
- (1676) Christian 5.
- (1676-1719) Sophie Amalie Poulsdatter Moth lensgrevinde af Samsøe
- (1719-1728) Christian lensgreve af Danneskiold-Samsøe
- (1728-1740) ?
- (1740-1778) Frederik Christian lensgreve Danneskiold-Samsøe
- (1778-1823) Christian Conrad Sophus lensgreve af Danneskiold-Samsøe
- (1823-1869) Frederik Christian lensgreve af Danneskiold-Samsøe
- (1869-1886) Christian Conrad Sophus lensgreve af Danneskiold-Samsøe
- (1886-1914) Christian Frederik lensgreve af Danneskiold-Samsøe
- (1914-1945) Aage Conrad lensgreve af Danneskiold-Samsøe
- (1945-1985) Elisabeth Henriette Aagesdatter komtesse af Danneskiold-Samsøe, gift Lassen
- (1985-) Anders Aage Schau Danneskiold Lassen